# بوتشوینگسکی مون
بوتشوینگسکی مون (به لهستانی:  Boćwiński Młyn) یک روستا در لهستان است که در گمینا گووداپ واقع شده‌است. بوتشوینگسکی مون ۱۷۰ نفر جمعیت دارد.